# Direito Internacional Consuetudinário
O direito internacional consuetudinário (ou direito internacional costumeiro) é um aspecto do direito internacional que se baseia na presença de costumes dentro do cenário internacional. Juntamente com os princípios gerais do direito e os tratados, o costume é considerado pela Corte Internacional de Justiça, pelos juristas, pelas Nações Unidas (ONU) e por seus Estados membros como uma das principais fontes do direito internacional.
Em 1950, a Comissão de Direito Internacional das Nações Unidas listou as seguintes fontes como elementos base para a busca de comprovação sobre a existência do direito internacional consuetudinário: tratados, decisões de tribunais nacionais e internacionais, legislação nacional, pareceres de consultores jurídicos nacionais, correspondência diplomática e prática dentro de organizações internacionais. Em 2018, a Comissão adotou uma série de "conclusões sobre a identificação do direito internacional consuetudinário" com comentários. A Assembleia Geral das Nações Unidas saudou tais conclusões e encorajou a sua mais ampla divulgação.

## Reconhecimento do direito internacional consuetudinário
O Estatuto da Corte Internacional de Justiça define o direito internacional consuetudinário no Artigo 38(1)(b) como "prova de uma prática geral aceita como sendo o direito". O direito costumeiro é normalmente determinado por dois fatores: a prática geral dos Estados e o que os Estados aceitam como lei (opinio juris sive necessitatis). Em outras palavras, para que a prática seja considerada um costume, muitos Estados precisam se envolver nessa prática e esses Estados precisam se envolver por um senso de obrigação legal (em vez de uma mera cortesia ou hábito).
Existem vários tipos de normas internacionais consuetudinárias reconhecidas pelos Estados. Algumas delas possuem caráter jus cogens, adquirido por meio da aceitação pela comunidade internacional como direitos irrevogáveis, enquanto outras leis internacionais consuetudinárias podem simplesmente ser válidas para um pequeno grupo de Estados. Cada país possui obrigações frente ao direito internacional costumeiro, mesmo sem terem codificado essas leis internamente ou por meio de tratados.

### Jus cogens
A norma peremptória (também chamada de jus cogens, expressão em latim para "lei obrigatória") é um princípio fundamental do direito internacional aceito pela comunidade internacional como uma norma em que derrogações não são permitidas. Isso é, devem ser respeitadas sem exceções. Essas normas estão enraizadas na noção de direito natural, sendo que quaisquer lei conflitante com elas devem ser consideradas nulas e sem efeito. Os exemplos incluem vários crimes internacionais, como escravidão, tortura, genocídio, guerra de agressão ou crimes contra a humanidade.
Jus cogens e direito internacional consuetudinário não são intercambiáveis. Todos as normas jus cogens fazem parte direito internacional costumeiro, mas nem toda norma costumeira chega ao patamar de ser considerada uma norma imperativa. Os Estados podem se desviar do direito internacional consuetudinário ao promulgar tratados e leis conflitantes, mas a mesma estratégia não é possível para normas jus cogens.

## Codificação do direito consuetudinário internacional
Algumas normas internacionais costumeiras foram codificadas posteriormente por meio de tratados e leis domésticas, enquanto outras são ainda reconhecidas apenas como leis consuetudinárias.
As normas que envolvem a guerra, também conhecidas como jus in bello, foram por muito tempo uma questão tratada dentro do direito consuetudinário, até serem codificadas nas Convenções de Haia de 1899 e 1907, nas Convenções de Genebra e em outros tratados. No entanto, essas convenções não pretendem abordar todas as questões legais que envolvem a guerra. Em vez disso, o Artigo 1(2) do Protocolo Adicional I estabelece o direito internacional costumeiro como o corpo normativo que rege questões jurídicas relacionadas a conflitos armados não cobertas por outros acordos. 

### Silêncio e consentimento
De maneira geral, nações soberanas devem demonstrar consentimento para que uma norma se mostre obrigatória. No entanto, normas internacionais costumeiras são ações tão difundidas entre os países que não é necessário o consentimento para se tornarem vinculantes. Nesses casos, o único elemento obrigatório é que o Estado não se comporte como alguém contrário à ação comum. Países que possuem objeção à norma consuetudinária podem não possuir a obrigação de seguir um costume, a menos que essas normas sejam consideradas jus cogens.

## A Corte Internacional de Justiça
O Estatuto da Corte Internacional de Justiça reconhece a existência do direito internacional consuetudinário no Artigo 38(1)(b), norma incorporada à Carta das Nações Unidas pelo Artigo 92.
O Artigo 38(1)(b) reconhece o costume internacional como evidência de uma prática geral aceita como lei. Sendo assim, a prática demonstra um costume, e não o contrário. Para provar a existência de uma norma consuetudinária, faz-se necessário comprovar a existência dessa prática geral aceita como lei, mesmo que não escrita.

O direito internacional consuetudinário "consiste em regras do direito derivadas da conduta persistente dos Estados ao agirem com base na crença de que a lei os obriga a agir dessa maneira". Desse modo, o direito internacional costumeiro pode ser encontrado tanto em uma "repetição generalizada de atos internacionais semelhantes ao longo do tempo realizadas pelo Estado (prática estatal)" quanto "nos atos que devem ocorrer por obrigação (opinio juris). Os atos devem ser adotados por um número significativo de Estados e não podem ser rejeitados por uma gama muito grande de Estados." Um marcador da existência do direito internacional consuetudinário é o consenso entre as nações, exibido tanto pela conduta generalizada quanto por um senso discernível de obrigação.
Desse modo, os dois elementos essenciais dentro direito internacional costumeiro são a prática do Estado e opinio juris, conforme apresenta a Corte Internacional de Justiça no relatório Legalidade da Ameaça ou Uso de Armas Nucleares.
Em relação à questão psicológica envolvida no elemento opinio juris, a Corte Internacional de Justiça afirmou no caso Plataforma Continental do Mar do Norte que "não apenas os atos em questão devem constituir uma prática estabelecida, mas eles próprios devem ser essa prática, ou serem realizados de modo a demonstrar a crença de que essa prática é obrigatória pela existência de uma regra do direito que a exige . . . Os Estados envolvidos devem, portanto, sentir que estão cumprindo o que equivale a uma obrigação legal". A Corte enfatizou o fato de que deve-se provar um "senso de dever legal" distinto de "atos motivados por considerações de cortesia, conveniência ou tradição". Isso foi posteriormente confirmado em Nicarágua versus Estados Unidos da América . 

## Direito costumeiro bilateral e multilateral
O reconhecimento de cada lei costumeira pode variar de um reconhecimento bilateral das normas, do reconhecimento multilateral, ou até mesmo mundial. Costumes regionais podem se tornar direito internacional consuetudinário em suas respectivas regiões, mas não se tornam uma norma geral para Estados fora dessa região. A existência do direito costumeiro bilateral foi reconhecida pela Corte Internacional de Justiça no caso do Direito de Passagem sobre o Território Indiano entre Portugal e Índia, no qual o tribunal considerou que "não existe razão para que as práticas continuadas entre os dois Estados aceitas por eles como reguladora das suas relações formem a base de direitos e obrigações mútuos entre os dois Estados".

## Outras normas internacionais costumeiras
Outros exemplos aceitos ou reivindicados como direito internacional consuetudinário incluem a imunidade diplomática de chefes de estado estrangeiros e o princípio da não devolução. O Conselho de Segurança das Nações Unidas em 1993 adotou as Convenções de Genebra como direito internacional costumeiro. Qualquer tratado ou lei chamado de direito internacional consuetudinário deve ser observado pelas partes que não o ratificaram com um sinal de boa fé.